# Jessica Springsteen
Jessica Springsteen (Los Angeles, 30 de dezembro de 1991) é uma ginete de elite estadunidense, medalhista olímpica.

## Carreira
Springsteen cavalga desde os quatro anos de idade, com cavalos mantidos na Stone Hill Farm de 300 acres de sua família. Ela conquistou a medalha de prata nos Jogos Olímpicos de Verão de 2020 em Tóquio, na prova de saltos por equipes, ao lado do cavalo Don Juan van de Donkhoeve, e de seus companheiros Laura Kraut e McLain Ward.